# Градина (Плевенская область)
Градина (болг. Градина) — село в Болгарии. Находится в Плевенской области, входит в общину Долни-Дыбник. Население составляет 1 008 человек.

## Политическая ситуация
В местном кметстве Градина, в состав которого входит Градина, должность кмета (старосты) исполняет Антон Нисторов Андреев (Зелёные) по результатам выборов.
Кмет (мэр) общины Долни-Дыбник — Борислав Стоядинов Станимиров (коалиция в составе 2 партий: Болгарский земледельческий народный союз (БЗНС), Союз демократических сил (СДС)) по результатам выборов.